# 蘇拉·布拉弗曼
，KC（1980年4月3日—），英國政治人物。曾經兩度擔任內政大臣，此前曾任英格蘭及威爾斯檢察總長。由2015年開始當選費勒姆選區國會議員並連任至今。

## 早年
布拉弗曼生於英格蘭大倫敦哈羅區，其父母於1960年年代分別從肯亞及毛里裘斯移民至英國，父親有南印度血統。在劍橋大學王后學院主修法律，並持「摯誠協定獎學金」到先賢祠-索邦大學攻讀歐洲法及法國法碩士。
2005年至2015年間為執業大律師。

## 政治生涯
2016年英國去留歐盟公投時，為脫歐拉票。2016至18年，出任保守黨黨內右翼疑歐派組成的歐洲研究小組的副主席，後獲選為主席。
2018年曾短任政務次官，惟於11月因時任首相文翠珊所草擬的脫歐協議而聯同時任大臣多米尼克·拉布及其議會私人秘書卓雅敏共同辭職。其後三人皆獲委任為約翰遜二任政府的內閣成員。
2021年，她成為英國首任放產假時留職的內閣成員，律政司的工作則由副手邁克爾·埃利斯署理。
2022年9月6日，她獲新任首相卓慧思委任為內政大臣。但在一個月後的10月19日，她因為較早時利用私人電郵向一名信任的國會同僚傳送一份關於移民政策的官方文件，所以自行辭去內政大臣一職，並獲卓慧思接納辭呈。
2022年10月25日，她獲新任首相辛偉誠再度委任為內政大臣。
2023年巴以冲突爆发后，布雷弗曼将以色列-加沙战争期间发生在英国的亲巴勒斯坦游行描述为“种族仇恨游行”。11月8日，布雷弗曼还撰写了一篇评论文章发表在《泰晤士报》上，其中引述观点指控警察在亲巴游行的执勤过程当中有意偏袒支持巴勒斯坦的游行人士，而对右翼极端分子的态度却比“亲巴勒斯坦的暴徒”要严厉。《卫报》报道，首相办公室曾经要求布雷弗曼对这篇文章进行修改，但布雷弗曼最终仅遵照了部分要求，并未按照指示修改所有首相办公室都认为需要修改的地方。
在评论亲巴勒斯坦示威者计划在欧战停战日所举行的游行时，布雷弗曼还引用了“某些停战日游行团体的组织者与包括哈马斯在内的恐怖组织有联系”的观点。此社论经发表后，苏格兰首席部长哈姆扎·优素福要求她辞职，并谴责她“煽动社会分裂”。工党和一些警察也声称，布雷弗曼的社论导致了极右翼支持者在11月11日攻击警察。
在2023年11月13日的内阁改组中，布雷弗曼被首相辛偉誠解雇了内政大臣一职，由此前任外交大臣的詹姆士·柯維立接任。然后，翌日，她写一封公开信，批评了首相。据《卫报》报道，她被解职的导火索是她此前在《泰晤士报》的评论文章。而《每日电讯报》则对这一观点提出了质疑，其评论指出大卫·卡梅伦已于11月7日收到邀请接替詹姆士·柯維立出任英国外交大臣，而这在布雷弗曼《泰晤士报》争议文章发表的前一天就已发生。